# 射鵰英雄傳 (漫畫)
《射雕英雄傳》為李志清所繪畫的香港漫畫作品。是明河社與李志清合組公司所推出的第一部漫畫作品，漫畫特別之處在於用水墨繪畫方式，單行本共38冊。李志清透露作品要每月推出一本，其助理動輒需要十二三人，整個流程的壓力很大。
本作改編自金庸的武俠小說《射雕英雄傳》，後期推出《射鵰英雄傳李志清自選覆製原畫集》。作品在2010年7月8日推出重新裝訂全19冊的精裝版珍藏套裝，但內容較38冊的單行本有所刪減。

## 各卷標題

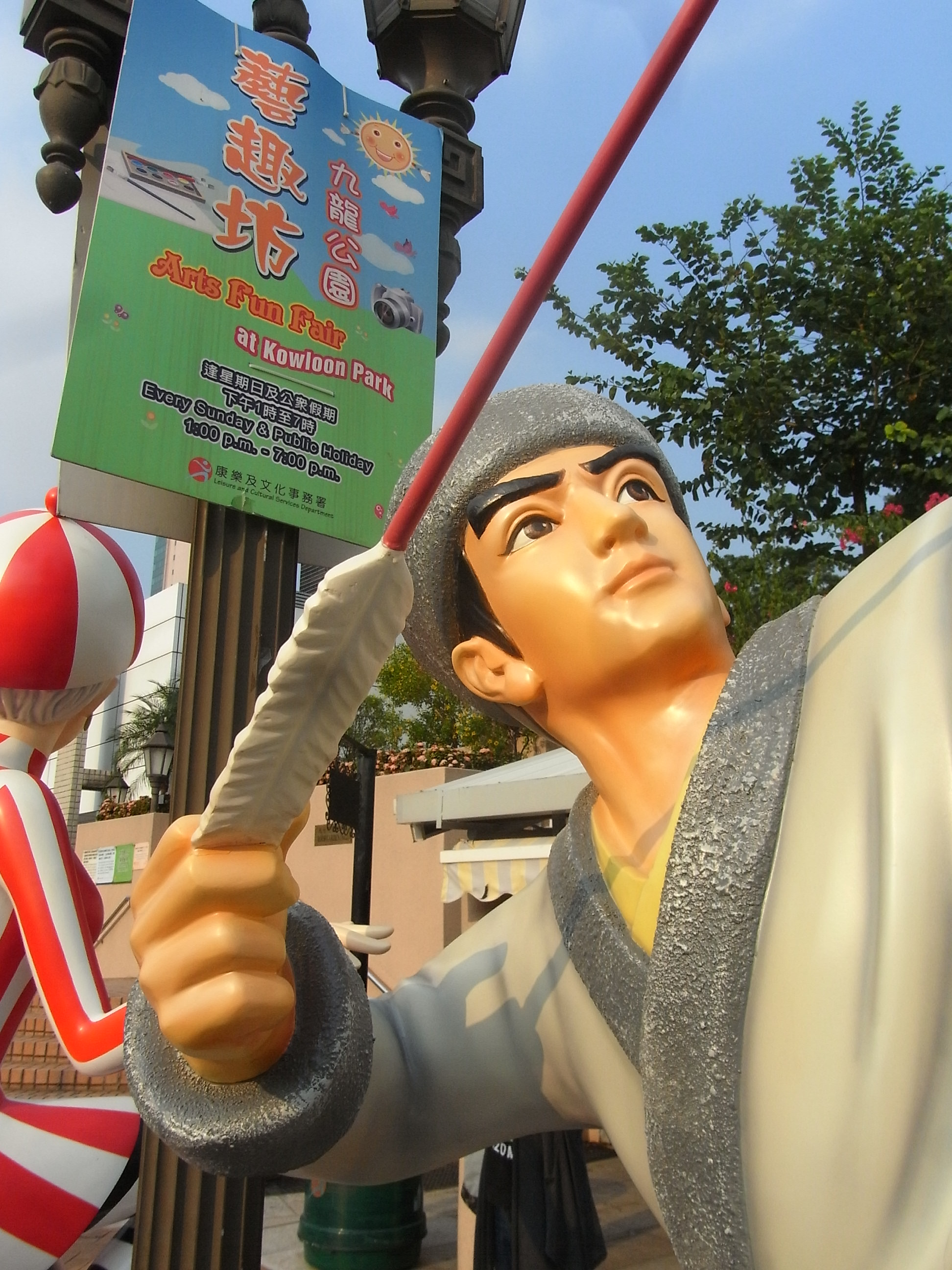
《射鵰英雄傳》主角郭靖於「香港漫畫星光大道」展示的雕塑。

| 卷數     | 標題     | 卷數     | 標題     |
| -------- | -------- | -------- | -------- |
| 第壹卷   | 鐵血丹心 | 第貳拾卷 | 天罡北斗 |
| 第貳卷   | 大漠風沙 | 第廿一卷 | 新盟舊約 |
| 第卷     | 彎弓射鵰 | 第廿二卷 | 丐幫大會 |
| 第肆卷   | 手足相殘 | 第廿三卷 | 幫主黃蓉 |
| 第伍卷   | 初遇黃蓉 | 第廿四卷 | 黑沼隱女 |
| 第陸卷   | 比武招親 | 第廿五卷 | 一燈大師 |
| 第柒卷   | 鐵槍破犁 | 第廿六卷 | 鴛鴦遺恨 |
| 第捌卷   | 九指神丐 | 第廿七卷 | 恩仇了斷 |
| 第玖卷   | 亢龍有悔 | 第廿八卷 | 師徒情絕 |
| 第拾卷   | 五湖廢人 | 第廿九卷 | 五怪歸天 |
| 第拾壹卷 | 桃花島主 | 第三十卷 | 血戰烟雨 |
| 第拾貳卷 | 頑童伯通 | 第三一卷 | 鐵槍廟中 |
| 第拾卷   | 東邪選婿 | 第三二卷 | 楊康之死 |
| 第拾肆卷 | 洪濤羣鯊 | 第三三卷 | 大軍西征 |
| 第拾伍卷 | 荒島歷劫 | 第三四卷 | 天降奇兵 |
| 第拾陸卷 | 易筋鍛骨 | 第三五卷 | 錦囊密令 |
| 第拾柒卷 | 騎鯊遨遊 | 第三六卷 | 是非善惡 |
| 第拾捌卷 | 大鬧皇宮 | 第三七卷 | 華山論劍 |
| 第拾玖卷 | 密室療傷 | 第三八卷 | 誰是英雄 |

## 外部連結
- 射鵰英雄傳- 漫畫金庸 - 金庸茶館 （页面存档备份，存于）
- 武俠小說改編漫畫《射鵰英雄傳》 （页面存档备份，存于）
- 我的漫畫時代: 金庸、李志清。射雕英雄傳(小說、漫畫、月曆) （页面存档备份，存于）